# هاردن (دهانه)
هاردن یک دهانه برخوردی در ماه‌ است.